# جيمس إس. مودي جونيور
جيمس إس. مودي جونيور (بالإنجليزية: James S. Moody, Jr.)‏ هو قاضي ومحامي أمريكي، ولد في 1947 في تامبا في الولايات المتحدة.